# Parastatia parnassia
Parastatia parnassia är en fjärilsart som beskrevs av Heinrich Benno Möschler 1877. Parastatia parnassia ingår i släktet Parastatia och familjen björnspinnare. Inga underarter finns listade i Catalogue of Life.